# Бойл, Дэвид, 9-й граф Глазго
Контр-адмирал Дэвид Уильям Морис Бойл, 9-й граф Глазго (англ. David William Maurice Boyle, 9th Earl of Glasgow; 24 июля 1910 — 8 июня 1984) — британский дворянин и офицер Королевского военно-морского флота.

## Происхождение и образование
Родился 24 июля 1910 года. Старший сын Патрика Бойла, 8-го графа Глазго (1874—1963), и его жены Гиацинты Мэри Белл, дочери доктора Уильяма Абрахама Белла. Он получил образование в Итонском колледже.

## Военно-морская карьера
После учёбы Дэвид Бойл в 1929 году в чине гардемарина поступил в Королевский военно-морской флот. Он участвовал во Второй мировой войне, во время которой был награжден Крестом за выдающиеся заслуги. К концу войны он дослужился до чина командира и командовал шлюпом типа «Черный лебедь» HMS Actaeon. Получив чин капитана в 1952 году, он стал капитаном флота метрополии в марте 1957 года, коммодором Королевских военно-морских казарм в Портсмуте в сентябре 1959 года и флагманом Мальты в июле 1961 года . Он вышел в отставку в июле 1963 года в звании контр-адмирала.
14 декабря 1963 года после смерти своего отца Дэвид Бойл унаследовал титулы 9-го графа Глазго (Пэрство Шотландии), 9-го виконта Келберна (Пэрство Шотландии), 9-го лорда Бойла из Келберна, Стюартауна, Фивника, Ларгса и Дэлри (Пэрство Шотландии), 3-го барона Фэрли из Фэрли в Эршире (Пэрство Соединённого королевства) и 9-го лорда Бойла из Стюартауна, Камбреса, Фенвика, Ларгса и Дэлри (Пэрство Шотландии), став членом Палаты лордов Великобритании.

## Брак и дети
4 марта 1937 года он женился на Доротее Лайл (25 апреля 1914 — 10 августа 2006), дочери сэра Арчибальда Мойра Парка Лайла, 2-го баронета, и Дороти де Хотон. У супругов было трое детей:
- Патрик Робин Арчибальд Бойл, 10-й граф Глазго (род. 30 июля 1939)
- Леди Сара Доротея Бойл (3 июня 1941 — 14 сентября 2010), в 1962 году она вышла замуж за Джона Эдварда Бейли, сына бригадного генерала Майкла Генри Гамильтона Бейли, от брака с которым у неё было четверо детей.
- Леди Никола Джейн Элеонора Бойл (21 декабря 1946 — 15 ноября 1997), в 1976 году она вышла замуж за Томаса Гаррата Картера, от брака с которым у неё было двое детей.

Лорд Глазго развелся со своей первой женой в 1962 году и в том же году женился повторно 6 марта 1962 года на достопочтенной Урсуле Ванде Мод Вивиан (16 июня 1912 — 11 ноября 1984), дочери Джорджа Вивиана, 4-го барона Вивиана, и Нэнси Лисетт Грин. Второй брак был бездетным.